# Бакиев, Хурам
Хурам Бакиев (1898—1938) — советский таджикский партийный и государственный деятель. Ответственный / первый секретарь Горно-Бадахшанского обкома КП(б) Таджикистана (1930—1937). Революционер, один из первых активных борцов за установление Советской власти на Памире.

## Биография
Родился в кишлаке Лангар (Кихн) Вахон Бухарского эмирата, в семье крестьянина-бедняка. По национальности — таджик.

### Трудовая деятельность

#### В Российской империи
С мая 1907 по февраль 1914 года работал в районе Вахон Туркестанского края:
до мая 1911 года — пастух на военно-пограничном посту; 
С мая 1911 по июль 1912 года — повар военно-пограничного поста. 
С июля 1912 по февраль 1914 года — почтарь у откупщика почты. 
С февраля 1914 по апрель 1915 года — конюх на частных золотых приисках в урочище Кичик-Алай Скобелевского уезда Ферганской области. 
В апреле-декабре 1915 года — повар у мирового судьи в городе Скобелев Ферганской области. 
С декабря 1915 по апрель 1916 года болел в городе Ош Ферганской области.
В апреле-октябре 1916 года — чернорабочий в частной конторе в Оше.
С октября 1916 по сентябрь 1918 года — сторож и чернорабочий в землеустроительной партии в Ферганской области.

#### В СССР
С сентября по ноябрь того же года — сторож и чернорабочий в изыскательной ирригационной партии в Ташкенте ТуркСР.
Кандидат в члены РКП(б) с декабря 1921 года. Член РКП(б) с июня 1922 года.
Послужной список:
- ноябрь 1918 — июнь 1919: красногвардеец эскадрона в городе Андижан Ферганской области
- 1919—1924: красноармеец в Памирском отряде РККА в Ферганской области.
- сентябрь 1924 — март 1925: председатель волостного Революционного Комитета в кишлаке Лангар Ваханской волости Автономной Горно-Бадахшанской области (Памирский округ)
- март 1925 — февраль 1926: начальник областной рабоче-крестьянской милиции в городе Хорог АГБО
- март—май 1926: председатель волостного Исполкома в Бартангской волости АГБО
- июнь 1926 — январь 1927: слушатель Дюшамбинской школы советского и партийного строительства Таджикской АССР
- 1927—1928: председатель Горно-Бадахшанского областного суда
- 1928 — 10.11.1930: председатель Горно-Бадахшанского областного исполкома и Памирского партийного бюро ЦК КП(б) Таджикистана
- 17.10.1930 — октябрь 1937: ответственный (первый) секретарь Горно-Бадахшанского областного комитета Коммунистической партии (большевиков) Таджикистана

### Арест
4 октября 1937 года арестован. Партдокументы погашены ЦК ВКП(б) как на исключённого. Политбюро ЦК ВКП(б) 3 мая 1938 года по списку Сталина санкционировало применение высшей меры наказания (1-я категория). Выездной сессией ВКВС в Сталинабаде (ныне Душанбе) 20 октября 1938 года по статьям 56, 57, 58, 62 УК Таджикской ССР приговорён к расстрелу с конфискацией имущества, в тот же день расстрелян.
Реабилитирован Военной коллегией Верховного суда СССР 29 августа 1957 года посмертно.